# منتصلة مؤكسدة الزرنيخيت
منتصلة مؤكسدة الزرنيخيت (بالإنجليزية: Achromobacter arsenitoxydans)‏ هي نوع من البكتيريا، سلبية الغرام، تتبع المنتصلة.